# Table à feu

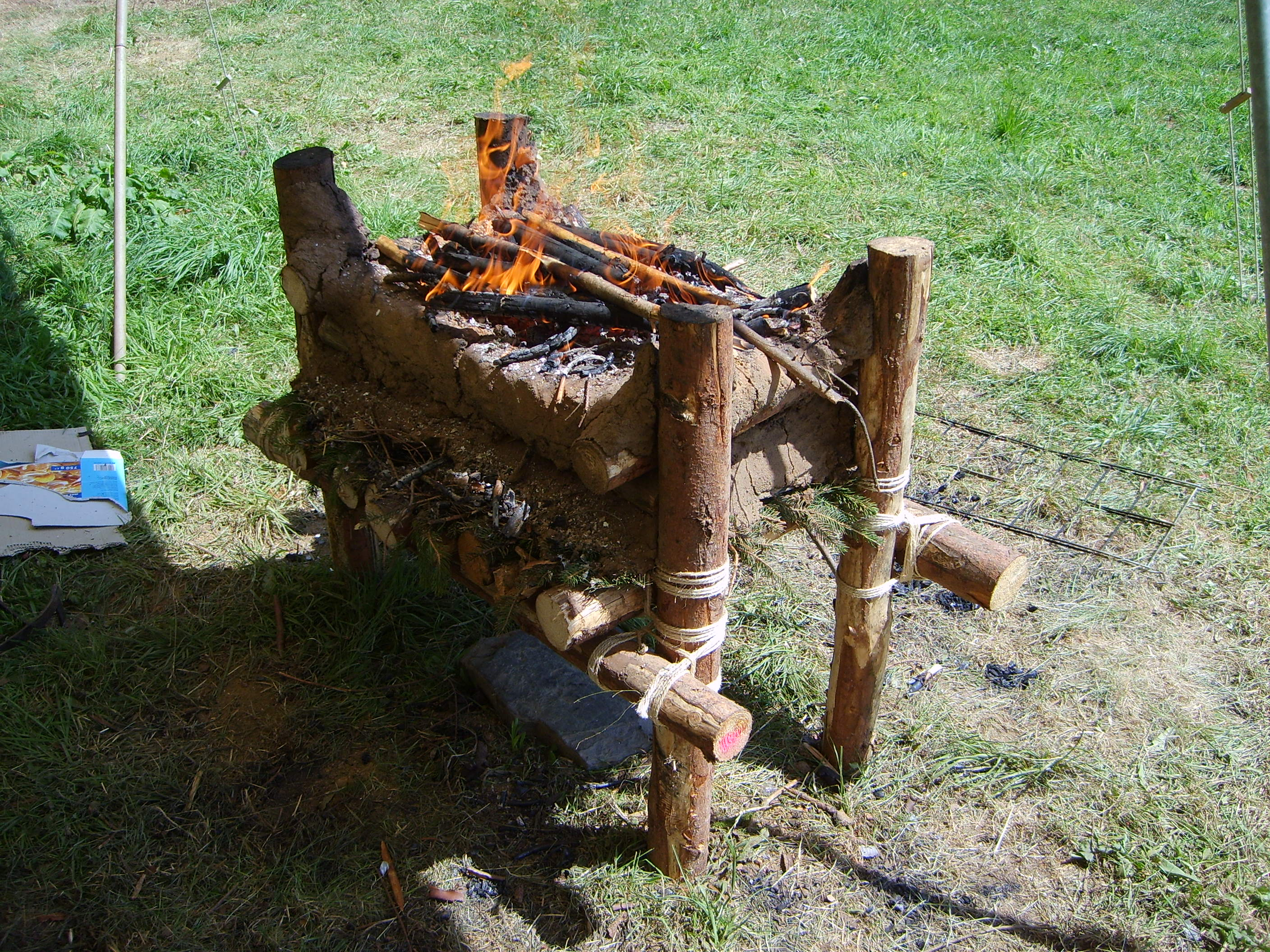
Table à feu.

Une table à feu est la table de cuisson d'un camp de scout.
Il s'agit en général d'une table carrée construite de morceaux de bois (petites buches longues, côte-à-côte) accrochés les uns aux autres, surélevée du sol par 4 pieds, la table y étant accrochée à mi-hauteur. Le fait que les pieds dépassent en hauteur de la table permet par exemple d'y placer une grille de cuisson.
La table et une partie des pieds sont recouvertes de boue afin d'empêcher le bois de la table de prendre feu.
Une fois la boue sèche, un feu peut y être allumé.